# Pestalotia pitospora
Pestalotia pitospora är en svampart som beskrevs av M.E.A. Costa & Sousa da Câmara 1953. Pestalotia pitospora ingår i släktet Pestalotia och familjen Amphisphaeriaceae.   Inga underarter finns listade i Catalogue of Life.